# Jonny Oates
Jonathan Oates, baron Oates (né le 28 décembre 1969) est un homme politique libéral démocrate britannique et membre de la Chambre des lords. Ancien chef de cabinet de l'ancien Vice-Premier ministre du Royaume-Uni, Nick Clegg, il est auparavant directeur des politiques et des communications chez les libéraux démocrates.

## Carrière
Oates commence sa carrière en tant que directeur de comptes au sein de la société de relations politiques et médiatiques Westminster Strategy. En 1994, il est conseiller libéral-démocrate du quartier Grove dans le quartier de Kingston-upon-Thames. Pendant son temps en tant que conseiller, il est chef adjoint, aide à créer une structure pour donner le pouvoir aux résidents locaux et acquiert une visibilité nationale en proposant une motion de conférence sur le contrôle du conseil sur le service national de santé. Oates reste dans la politique locale et nationale, servant d'agent électoral pour Edward Davey, un candidat gagnant aux élections générales de 1997.
En 1999, Oates prend un poste à la Westminster Foundation for Democracy où il est affecté à un rôle de conseiller politique et médiatique du Parti Inkatha de la liberté au Parlement d'Afrique du Sud, conseillant le ministre de l'Intérieur Mangosuthu Buthelezi et le révérend Musa Zondi.
Oates retourne au Royaume-Uni en 2001 en tant que coordinateur des politiques et des communications au Youth Justice Board, conseillant le président Lord Warner. Il est également associé chez Mark Bolland & Associates, la société d'affaires publiques créée par le secrétaire privé adjoint du prince de Galles, Mark Bolland. En 2004, Oates devient directeur chez Bell Pottinger Public Affairs. Il est ensuite nommé directeur de la politique et des communications pour les démocrates libéraux et, en 2009, il est nommé directeur de la communication pour les élections générales de 2010.
Après la formation du gouvernement de coalition, Oates est nommé conseiller adjoint en communication du premier ministre David Cameron et, en août 2010, devient chef de cabinet du vice-premier ministre Nick Clegg.
En 2010, Oates se présente comme un candidat libéral démocrate pour le siège conservateur sûr de Coombe Hill à Kingston upon Thames et est classé par le Daily Telegraph en septembre 2010 comme le cinquième démocrate libéral «le plus influent». Il est créé pair à vie le 5 octobre 2015, prenant le titre de baron Oates de Denby Grange dans le comté de West Yorkshire.

## Vie privée
Le père d'Oates est le révérend chanoine John Oates, ancien recteur de l'église St Bride sur Fleet Street.
Oates étudie au Marlborough College et à l'Université d'Exeter, où l'un de ses meilleurs amis est Thom Yorke qui devient le chanteur principal de Radiohead.
En 2006, Oates conclut un partenariat civil avec David Hill.